# Xylopia multiflora
Xylopia multiflora là loài thực vật có hoa thuộc họ Na. Loài này được R.E.Fr. miêu tả khoa học đầu tiên năm 1957.